# 中共太岳三地委陈家庄旧址
中共太岳三地委陈家庄旧址位于中国山西省运城市闻喜县郭家庄镇陈家庄村。

## 保护
2001年6月25日，中共太岳三地委陈家庄旧址公布为第五批山西省文物保护单位，古建筑类，年代为民国三十四年（1945），编号5-172。	